# واروژان نرسسیان
واروژان وازگنی نرسسیان (Վարուժան Վազգենի Ներսեսյան؛ زادهٔ ۳۱ اوت ۱۹۷۳) دیپلمات اهل ارمنستان است که از تاریخ نوامبر ۲۰۱۸ تا کنون سمت سفارت ارمنستان در ایالات متحده آمریکا را برعهده داشت.

## زندگی‌نامه
در ۳۱ اوت ۱۹۷۳ در ایروان به دنیا آمد وی متأهل و صاحب سه فرزند است.